# فرودگاه محلی تکسارکنا
فرودگاه محلی تکسارکنا  (به انگلیسی: Texarkana Regional Airport) (به زبان بومی: Webb Field) یک فرودگاه همگانی با کد یاتا TXK است که یک باند فرود آسفالت دارد و طول باند آن ۲۰۱۲ متر است. این فرودگاه در کشور ایالات متحده آمریکا قرار دارد و در ارتفاع ۱۱۸٫۹ متری از سطح دریا واقع شده است.